# Propallene similis
Propallene similis är en havsspindelart som beskrevs av Barnard, K.H. 1955. Propallene similis ingår i släktet Propallene och familjen Callipallenidae. Inga underarter finns listade i Catalogue of Life.